# Сакки, Кьяра
Кьяра Сакки (исп. Chiara Sachchi, род. 2002, Буэнос-Айрес, Аргентина) — аргентинская климатическая активистка. Она известна своим лозунгом «Верните нам наше будущее».

## Биография
Кьяра Сакки родилась в 2002 году в Хаэдо, Буэнос-Айрес. Получила образование в колледже Эльмина Пас де Галло, в Эль Паломаре. Кьяра Сакки совместно с Гретой Тунберг и другими активистами была членом исторического движения «Дети против климатического кризиса». Эта инициатива, которую Комитет ООН по правам ребёнка решился привлечь Аргентину, Бразилию, Францию, Германию и Турцию к ответственности за их бездействие перед климатическим кризисом. Эта была первой официальной жалобой, поданной группой детей в возрасте до 18 лет по поводу изменения климата в соответствии с Конвенцией Организации Объединённых Наций о правах ребёнка.
Сакки участвовала в качестве активистки в глобальной группе, которая работает над защитой биоразнообразия и здоровой еды. Она также участвовала в деятельности организаций Terra Madre Salone del Gusto и La Comunidad Cocina Soberana de Buenos Aires, связанной со здоровым питанием.

Она открыто говорила о продовольственной независимости:
«Я продвигаю принципы Slow Food, потому что считаю, что есть и другие способы производства продуктов питания, которые не наносят вред природе и людям … Правительства не только не берут на себя ответственность за ликвидацию ущерба, причиненного существующей продовольственной системой, но они позволяют токсинам и дальше попадать на наши тарелки».

Сакки также является сторонником объединения действий по борьбе с изменениями климата:
«Все большие перемены исходят от массы людей … Когда я говорю о выходе на улицы, я говорю о мобилизации, создании коллективной силы».
Она известна своим лозунгом «Верните нам наше будущее», а также Сакки является частью растущего молодёжного движения, которое способствует равенству поколений в борьбе с изменением климата.